# Trichophyton rotundum
Trichophyton rotundum är en svampart som beskrevs av MacCarthy 1925. Trichophyton rotundum ingår i släktet Trichophyton och familjen Arthrodermataceae.   Inga underarter finns listade i Catalogue of Life.